# Louis Rwagasore
Louis Rwagasore (Guitega, 10 de enero de 1932-Buyumbura, 13 de octubre de 1961) fue un príncipe y político burundés que se desempeñó como Primer ministro de Burundi desde el 28 de septiembre de 1961 hasta su asesinato el 13 de octubre de 1961 a manos de Jean Kageorgis de origen griego.

## Biografía
Prince Louis Rwagasore, nació en Guitega en enero de 1932, como hijo del Mwami (rey) Mwambutsa IV y su primera esposa, Thérèse Kayonga. Asistió al Groupe Scolaire d'Astrida (ahora Groupe Scolaire Officiel de Butare) en Ruanda.  Asistió brevemente a la Universidad de Bruselas, pero la dejó para encabezar el movimiento anticolonial de su país. Fundó una serie de cooperativas africanas para fomentar la independencia económica, pero Bélgica las prohibió rápidamente en 1958.
Ese mismo año, el príncipe estableció un movimiento político nacionalista, Unión para el Progreso Nacional (UPRONA). Creyendo que el papel de la familia real debía trascender la política partidista, su padre lo ascendió a jefe de Butanyerera, pero rechazó el nombramiento para poder dedicarse de lleno a la causa nacionalista. Rwagasore, un Ganwa, se casó con una mujer que la mayoría de la gente pensaba que era hutu, en un intento por restar importancia a las divisiones étnicas entre grupos étnicos, especialmente entre tutsi y hutu, que él creía que el dominio colonial belga se había enfrentado entre sí. En el primer Congreso de la UPRONA en marzo de 1960, exigió la independencia total de Burundi y pidió a la población local que boicoteara las tiendas belgas y se negara a pagar impuestos. Debido a estos llamados a la desobediencia civil, fue puesto bajo arresto domiciliario.
A pesar de los reveses, la UPRONA obtuvo una clara victoria en las elecciones para la asamblea legislativa de la colonia el 8 de septiembre de 1961, con el 80 por ciento de los votos. Al día siguiente, Rwagasore fue declarado primer ministro, con el mandato de preparar al país para la independencia.

## Muerte
Solo dos semanas después, el 13 de octubre de 1961, fue asesinado mientras cenaba en el Hotel club du Lac Tanganyika que se encuentra en la costa del lago Tanganyika en Usumbura.
El asesino, un ciudadano griego llamado Ioannis Kageorgis, estaba acompañado por tres burundeses, todos miembros del Partido Demócrata Cristiano (PDC), pro belga. En tres días, los cuatro sospechosos fueron arrestados y rápidamente implicaron a dos miembros de alto rango del PDC (Jean-Baptiste Ntidendereza y Joseph Biroli), uno de los cuales admitió inicialmente su culpabilidad pero luego se retractó de su confesión,los perpetradores fueron ejecutados por fusilamiento en 1962. Tras el asesinato, las rivalidades interétnicas entre hutu y tutsi dentro de la UPRONA estallaron. 

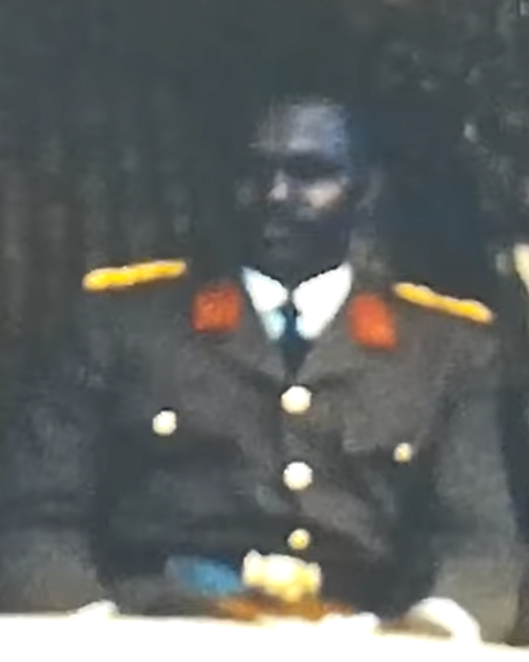
Micombero se refirió a sí mismo como el "sucesor" y, a veces, "hermano pequeño" de Rwagasore en señal de afecto al príncipe.

En 1966, el capitán Michel Micombero lanzó un golpe militar, derrocando la monarquía y transformando Burundi en una república con él mismo como presidente. Posteriormente, la UPRONA se convirtió en el único partido político legal. Micombero se refirió a sí mismo como el "sucesor" y, a veces, "hermano pequeño" de Rwagasore. A lo largo de su mandato, el difunto primer ministro fue honrado con frecuencia en ceremonias públicas, y su retrato siguió prevaleciendo en lugares públicos. En 1976 Micombero fue derrocado y reemplazado por el coronel Jean-Baptiste Bagaza. Bagaza trató de presentarse como un modernizador y, por lo tanto, la reputación de Rwagosore compitió con él. Como resultado, restó importancia a la mención de Rwagosore y suspendió la celebración del feriado del 13 de octubre. En 1987 Bagaza fue derrocado por el mayor Pierre Buyoya. Después de la violencia étnica en 1988, Buyoya declaró una política de unidad nacional y usó a Rwagasore como símbolo. Bajo el mandato de Buyoya, se colgaron más retratos de Rwagasore en lugares públicos, se renovó el mausoleo y se creó un Instituto Rwagasore patrocinado por UPRONA para promover la reconciliación nacional. 
"La importancia histórica del asesinato de Rwagasore es enorme: es realmente un día en el que se cerraron las puertas para Burundi[...] A partir de ahora, cada vez más, el término ruandés para demokarasi , que se refiere a la política de la mayoría étnica, sonará atractivo para algunos hutu de Burundi y aterrador para la mayoría de los tutsi".
En la década de 1990, Burundi experimentó una transición democrática que incluyó el restablecimiento de la política multipartidista. El fin del monopolio del poder por parte de la UPRONA provocó una disminución de la celebración pública de Rwagosore. Uno de los principales partidos de oposición nacientes, el Frente para la Democracia en Burundi (Front pour la Démocratie au Burundi, FRODEBU), hizo referencia a Rwagasore en su publicación oficial pero evitó toda asociación de él con UPRONA. FRODEBU ganó las elecciones parlamentarias y presidenciales en 1993. El nuevo presidente, Melchior Ndadaye, no asistió a ninguna conmemoración oficial de Rwagasore en octubre antes de su propio asesinato. Interpretó que asistir hubiera sido rendir demasiado honor a la UPRONA, que ya controlaba las ceremonias.

## Especulaciones
Los historiadores han sugerido que las autoridades coloniales belgas pueden haber desempeñado un papel importante en el asesinato, aunque nunca se ha llevado a cabo una investigación oficial. Ya en la década de 1970, René Lemarchand , un experto en historia de Burundi, afirmó que el regente belga Roberto Régnier supuestamente le dijo a la secretaria europea del PDC, la Sra. Belva, que "Rwagasore debe ser asesinado".  Además, varios días antes de su asesinato, Rwagasore presentó una denuncia contra siete funcionarios belgas, incluido el gobernador general belga, Jean-Paul Harroy y Régnier.  Antes de ser ejecutado por el asesinato, Kageorgis acusó explícitamente a Harroy y Régnier de responsabilidad. 
En 2011, el periodista belga Guy Poppe publicó De moord op Rwagasore, de Burundese Lumumba ( La muerte de Rwagasore, el Lumumba burundés ) en el que alegaba que las irregularidades en la investigación del asesinato del Príncipe incluían, entre otros detalles, la falta de interrogatorio de testigos como Harroy, Régnier, la prometida belga de Kageorgis y la Sra. Belva. Poppe descubrió que se habían perdido archivos de los archivos del Ministerio de Relaciones Exteriores de Bélgica , incluida una transcripción de una entrevista que se llevó a cabo con Régnier después de su regreso a Bélgica desde Burundi. Poppe también afirmó que el Ministerio de Relaciones Exteriores había amenazado con despedir a tres ex oficiales coloniales si viajaban a Burundi para testificar durante el juicio de Kageorgis.  Poppe señaló el fracaso de la investigación en el seguimiento de los vínculos entre el partido PDC de Burundi y el Partido Social Cristiano Belga (PSC-CVP).
En octubre de 2018, Burundi acusó oficialmente a Bélgica de ser responsable del asesinato.

## Legado
El estadio Prince Louis Rwagasore fue nombrado en su honor y el club de fútbol Prince Louis FC . Su tumba fue construida en las colinas que dominan Buyumbura y consiste en un monumento con tres arcos. La inscripción original sobre los arcos decía "Dieu, Roi, Patrie" (Dios, Rey, País). [ cita requerida ] El 13 de octubre es un día festivo en Burundi, en su memoria. Su retrato aparece desde la independencia en el billete de 100 francos burundeses.